# Ль (диграф)
Ль — диграф в кириллице, передающий «мягкую» (палатализованную) согласную «л» в некоторых позициях, например,  в конце слова и некоторых других случаях (перед гласными е, ё, и, ю, я та же фонема передаётся просто как «л»). В языках с латинским алфавитом схожие звуки передаются с помощью специальных букв или диграфов, ср. латыш. ļ, чеш. ľ, ĺ, исп. ll, итал. gl.
В славянских азбуках диграф ль передавал слоговые плавные л (наряду с диграфом ьл). При этом старославянские ль и лъ в церковнославянском перешли в ъл (изредка ьл).
В сербском языке диграф ль появился кратковременно в начале XIX века: С. Мркаль ввёл его для записи мягкой согласной, Вук Караджич в 1814 году заменил диграф на лигатуру љ.
В современной орфографии, кроме русского, диграф присутствует в аварском языке.